# 山本清衛
山本 清衛（やまもと きよえ、1894年（明治27年）2月7日 - 1973年（昭和48年）10月13日）は、日本の陸軍軍人、実業家。最終階級は陸軍中将。位階勲等は従四位勲二等。

## 経歴
高知県吾川郡長浜村瀬戸（現・高知市瀬戸）出身。山本盛政・クマの三男として生まれる。海南中学卒を経て、1916年（大正5年）5月、陸軍士官学校（28期）を卒業。同年12月、砲兵少尉に任官し重砲兵第2連隊付となる。1920年（大正9年）11月、陸軍砲工学校高等科を卒業。1928年（昭和3年）12月、陸軍大学校（40期）を卒業し野戦重砲兵第2連隊中隊長に就任。
1929年（昭和4年）8月、高射砲第1連隊付となる。陸士教官を経て、1932年（昭和7年）4月、砲兵少佐に昇進し野砲兵第1連隊大隊長に就任。関東軍鉄道線区司令部員を経て、1936年（昭和11年）8月、砲兵中佐に進み参謀本部員（鉄道班）となる。
1938年（昭和13年）7月、砲兵大佐に昇進し参謀本部運輸課長となる。1940年（昭和15年）3月、山砲兵第27連隊長に発令され日中戦争に出征。1941年（昭和16年）2月、第3師団参謀長に就任し太平洋戦争を迎えた。1942年（昭和17年）8月、陸軍少将に進級した。
1943年（昭和18年）1月、第5特設鉄道司令官に就任しビルマに赴任。兼第2鉄道監を経て、1944年（昭和19年）6月、第33軍参謀長に発令された。1945年（昭和20年）2月、第15師団長心得に発令され、同年3月1日、陸軍中将に進み第15師団長に就任したがイラワジ会戦で苦戦を強いられ、同月20日に重傷を受けた。同年7月付けで四国軍管区司令部付に発令されたが赴任はできなかった。1946年（昭和21年）4月に復員。1947年（昭和22年）11月28日、公職追放仮指定を受けた。
戦後は実業界に転じ、桂浜観光・呉合同運送各会長、国際化成公社・手結山開発観光・大平産業各取締役、山内会館代表取締役などを務め、観光業の発展に尽力。ほか、土佐女子高校理事、高知県軍人恩給連盟会長などを歴任した。墓所は高知市潮江筆山。